# کراک دوم
کراک دوم (به لاتین: Gracchus); (به لهستانی: Krak) یک پادشاه افسانه‌ای لهستان است. بر اساس افسانه‌ها او جانشین کراک اول و برادر لخ دوم بود. طبق آنچه که روایت می‌شود پدرشان این دو برادر را به جنگ یک اژدها می‌فرستد و آن‌ها با نیرنگ موفق به کشتن اژدها می‌شوند اما کراک دوم در همین حین برادر بزرگ‌ترش را می‌کشد و وانمود میکند که اژدها او را کشته است. پس از مدتی حقیقت مساله آشکار می‌شود و شاهدخت واندا بر تخت می‌نشیند. 
اما در پاره‌ای دیگر از افسانه‌ها کراک دوم پسر بزرگ‌تر است که توسط برادرش له دوم پس از مرگ پدرشان به قتل می‌رسد.

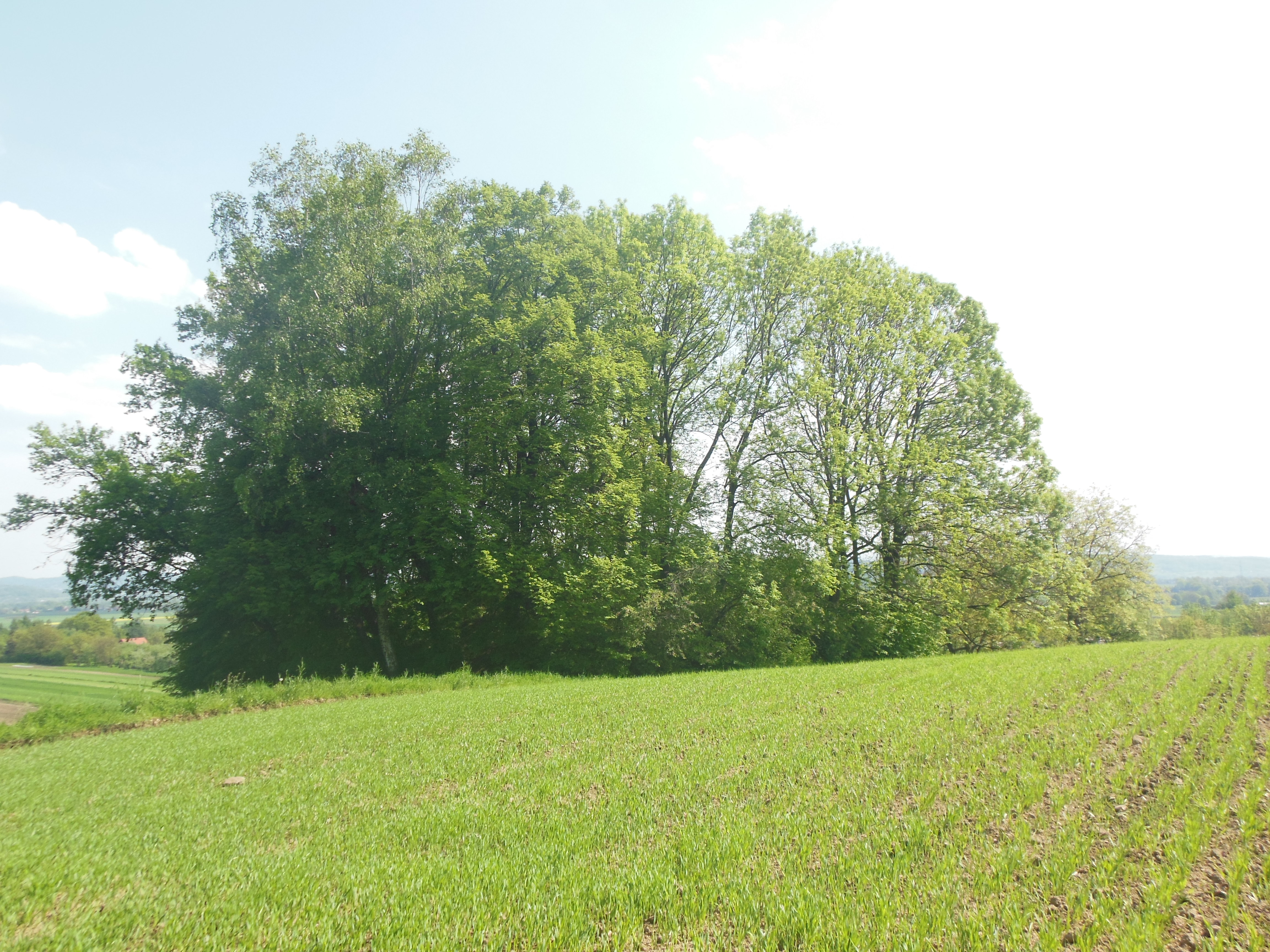
مقبره افسانه‌ای کراکوس دوم